# Тубуаи
Тубуа́и (фр. îles Tubuai) — группа островов, расположенных к югу от островов Общества. Второе название — Острова Острал. Отдельно выделяется небольшая группа островов Басс. Политически является юго-западным тихоокеанским заморским подразделением, которое называется Острова Острал Франции в составе Французской Полинезии. Административный центр — город Папеэте (на Таити), но на архипелаге главный город — Матаура.
Площадь — 148 км².

## География
Группа состоит из 7 островов, 5 — собственно Тубуаи (вулканические Тубуаи, Руруту, Риматара, Раиваваэ (435 м над уровнем океана) и один низкий атолл Мария) и 2 — острова Басс (Рапа-Ити и Маротири).
| №                 | Остров или риф | Площадь суши, км² | Площадь лагуны, км² | Население, чел. (2007) | Плотность, чел./км² | Координаты                 |
| ----------------- | -------------- | ----------------- | ------------------- | ---------------------- | ------------------- | -------------------------- |
| Собственно Тубуаи |                |                   |                     |                        |                     |                            |
| 1                 | Мария          | 1,3               | —                   | необитаем              | —                   | 21°48′ ю. ш. 154°42′ з. д. |
| 2                 | Раиваваэ       | 16                | —                   | 905                    | 56,56               | 23°52′ ю. ш. 147°40′ з. д. |
| 3                 | Риматара       | 8,6               | —                   | 785                    | 91,28               | 22°40′ ю. ш. 152°48′ з. д. |
| 4                 | Руруту         | 32,75             | —                   | 2088                   | 63,76               | 22°27′ ю. ш. 151°20′ з. д. |
| 5                 | Тубуаи         | 45                | —                   | 2050                   | 45,56               | 23°23′ ю. ш. 149°27′ з. д. |
| Острова Басс      |                |                   |                     |                        |                     |                            |
| 6                 | Маротири       | 0,04              | —                   | необитаем              | —                   | 28°32′ ю. ш. 143°43′ з. д. |
| 7                 | Рапа-Ити       | 40                | —                   | 482                    | 12,05               | 27°35′ ю. ш. 144°20′ з. д. |
|                   | Всего          | 143,69            | —                   | 6310                   | 43,91               | 23°00′ ю. ш. 150°00′ з. д. |

Климат тропический, влажный, пассатный, на юге (остров Рапа) субтропический. Температура днём в течение года колеблется от 24 °С до 31 °C. Осадков — около 2000 мм в год.

## История
Острова были открыты Джеймсом Куком в 1777 году.

## Административное деление
В административном отношении подразделение Тубуаи делится на 5 коммун.
| №                 | Коммуна  | Площадь, км² | Население, чел. (2007) | Плотность, чел./км² |
| ----------------- | -------- | ------------ | ---------------------- | ------------------- |
| Собственно Тубуаи |          |              |                        |                     |
| 1                 | Раиваваэ | 16           | 905                    | 56,56               |
| 2                 | Риматара | 9,3          | 785                    | 84,41               |
| 3                 | Руруту   | 33,35        | 2088                   | 62,61               |
| 4                 | Тубуаи   | 45           | 2050                   | 45,56               |
| Острова Басс      |          |              |                        |                     |
| 5                 | Рапа-Ити | 40,04        | 482                    | 12,04               |
|                   | Всего    | 143,69       | 6310                   | 43,91               |

## Население
Население — 6310 человек (2007). 5 из 7 островов имеют постоянное население.